# Dmytro Newmywaka
Dmytro Wasylowycz Newmywaka, ukr. Дмитро Васильович Невмивака (ur. 19 marca 1984 w Zaporożu) – ukraiński piłkarz grający na pozycji obrońcy.

## Kariera piłkarska

### Kariera klubowa
Wychowanek SDJuSzOR Metałurh Zaporoże, barwy którego bronił w juniorskich mistrzostwach Ukrainy (DJuFL). Karierę piłkarską rozpoczął 13 sierpnia 2001 w składzie Metałurh-2 Zaporoże, a 17 sierpnia 2003 rozegrał pierwszy mecz w podstawowej jedenastce Metałurha. Występował również w rezerwowej drużynie Metałurha. Pełnił również funkcje kapitana drużyny. 19 grudnia 2009 ożenił się. 9 grudnia 2010 otrzymał status wolego agenta, a 10 grudnia podpisał kontrakt z Illicziwcem Mariupol. 28 stycznia 2014 przeszedł do FK Homel. 19 marca 2015 przeniósł się do Hranitu Mikaszewicze. 14 czerwca 2016 podpisał kontrakt z FK Tarnopol.

### Kariera reprezentacyjna
Występował w młodzieżowej reprezentacji Ukrainy.

## Sukcesy i odznaczenia

### Sukcesy klubowe
- finalista Pucharu Ukrainy: 2006

### Sukcesy reprezentacyjne
- wicemistrz Europy U-21: 2006